# Ilmar Taska
Ilmar Taska (Vjatka, 21 mei 1953) is een filmmaker en schrijver uit Estland. In Nederland worden zijn romans uitgegeven door uitgeverij Nobelman uit Groningen. 
Taska maakte zijn literaire debuut in 2011 met de autobiografische verhalenbundel (Parem kui elu). In 2014 won hij de jaarlijkse literatuurprijs in Estland voor zijn korte verhaal Pobeda, dat hij later bewerkte tot de roman Pobeda 1946.
Taska's werk werd naar meerdere talen vertaald. Pobeda 1946 was in Estland een groot succes en werd onder andere naar het Fins, Duits, Engels, Deens, Zweeds en het Nederlands vertaald. 

## Persoonlijk
Taska groeide op in Estland en studeerde aan het Moscow Film Institute. 

## Nederlandse vertalingen
- Pobeda 1946. Vertaald door Frans van Nes. Groningen: Nobelman 2020. 293 p.
- De lokroep van Elysium. Nederlandse vertaling door Frans van Nes. Groningen: Nobelman 2023. 315 p.

- Gemeinsame Normdatei: 1105413462
- International Standard Name Identifier: 0000 0004 3712 3821
- Library of Congress Control Number: n2014056703
- Nationale Bibliotheek van Letland: 000272543
- Virtual International Authority File: 310709998
- WorldCat: E39PBJgH7Bp7GJ4HDcFjRQjXBP